# 栗背伯劳
栗背伯劳（学名：Lanius collurioides）为伯劳科伯劳属的一种。分布于印度、中南半岛以及中国大陆的云南、贵州、广西、广东等地，主要栖息于栖息在山地乔木及灌丛地带。该物种的模式产地在缅甸Pegu。

## 亚种
- 栗背伯劳指名亚种（学名：Lanius collurioides collurioides）。在中国大陆，分布于云南、贵州、广西、广东等地。该物种的模式产地在缅甸Pegu。[3]